# Comité de los Derechos del Niño

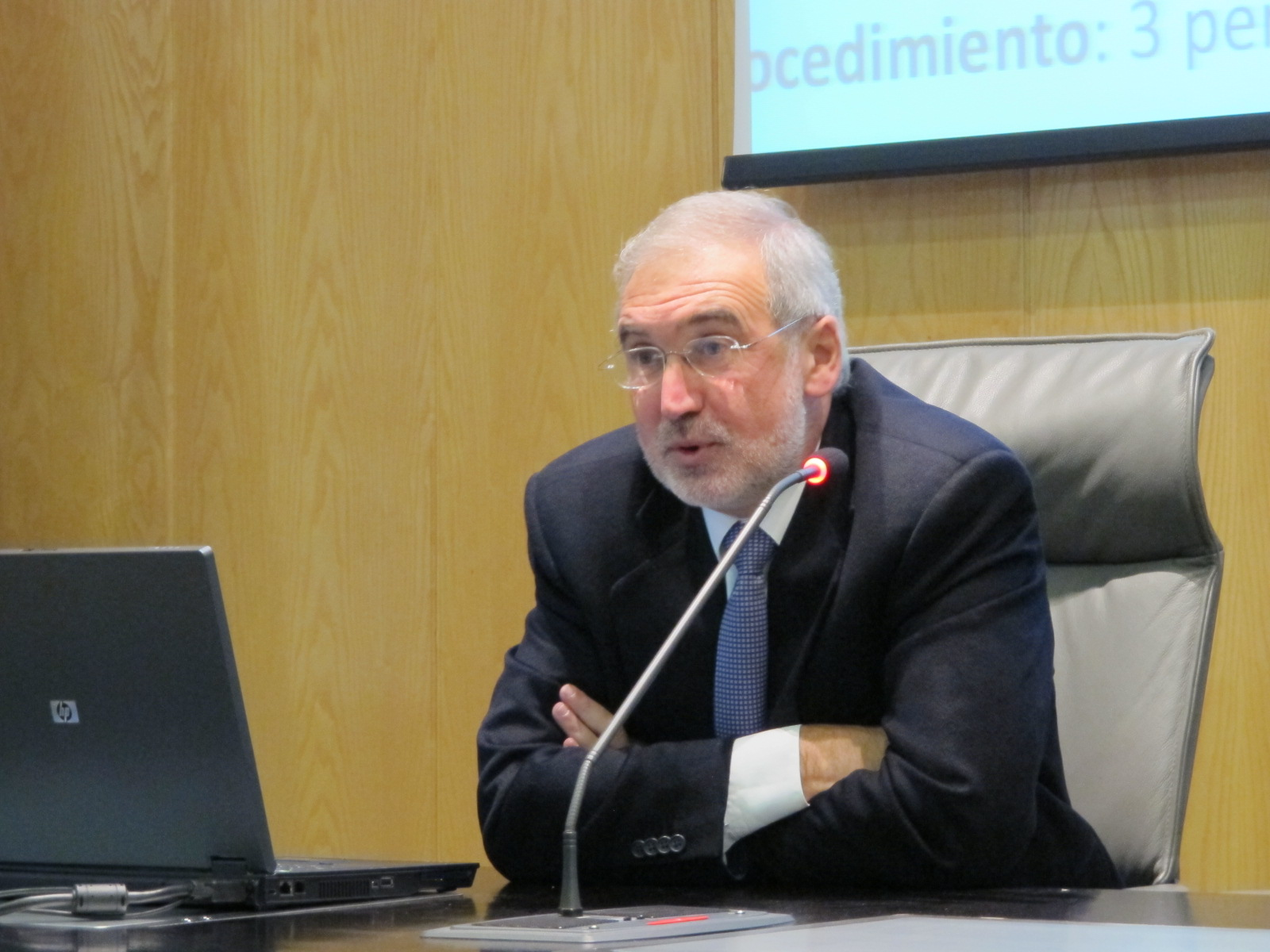
Jorge Cardona Llorens es el miembro español del Comité de los Derechos del Niño

El Comité de los Derechos del Niño es un organismo de las Naciones Unidas que tiene la función de examinar los progresos realizados en el cumplimiento de las obligaciones contraídas por los Estados Partes que han ratificado la Convención sobre los Derechos del Niño.
El Comité también supervisa la aplicación de los dos protocolos facultativos de la Convención, publica su interpretación del contenido de las disposiciones sobre derechos humanos, en forma de observaciones generales sobre cuestiones temáticas y organiza días de debate general.
Su creación se estipula en el artículo 43 de la propia Convención.

## Composición del Comité
Según la Convención, debe estar integrado por diez personas expertas "de gran integridad moral y reconocida competencia". Sin embargo, en la actualidad, está formado por 18 miembros repartidos en dos cámaras.
La nueva distribución de los dieciocho miembros, basada en los grupos regionales de Naciones Unidas, es: cuatro miembros de África, cinco de Europa Occidental y otros, cuatro de Asia, dos de Latinoamérica y el Caribe, y tres de Europa del Este. De este modo, aunque hay miembros de todas las regiones, el Sur y Este de Asia, así como América Latina y el Caribe, se encuentran infrarrepresentadas.
Sus miembros deben ser elegidos por los Estados Partes, entre sus nacionales, y ejercen sus funciones a título personal. En su elección, se debe tener en cuenta la distribución geográfica y los principales sistemas jurídicos.
Se eligen en votación secreta de una lista de personas designadas por los Estados cada cuatro años. Cada Estado puede designar una persona escogida entre sus propios nacionales.
Las elecciones se realizan cada dos años, renovando la mitad de miembros del comité, por lo que cada mandato dura cuatro años.
Actualmente, el Comité está formado por las siguientes personas:
Miembros actuales
- Sra. Suzanne AHO** (Togo)
- Sra. Thuwayba AL BARWANI** (Oman)
- Sra. Hynd AYOUBI IDRISSI** (Marruecos)
- Sra. Mary BELOFF)**	(Argentina)
- Sr. Rinchen CHOPHEL* (Vicepresidente y relator) (Bután)
- Sra. Rosaria CORREA** (Panamá)
- Sr. Bragi GUDBRANDSSON** (Vicepresidente) (Islandia)
- Sr. Philip D. JAFFE** (Suiza)
- Sra. Sopio KILADZE* (Vicepresidente) (Georgia)
- Sra. Faith MARSHALL-HARRIS** (Barbados)
- Sr. Benyam Dawit MEZMUR* (Etiopía)

Sra. Aissatou ALASSANE SIDIKOU** (Níger)
Sra. Mikiko OTANI* (Japón)
Sr. Luis Ernesto PEDERNERA REYNA* (Uruguay)
Sra. Ann Marie SKELTON* (Presidenta) (Sudáfrica)
Sra. Velina TODOROVA* (Bulgaria)
Sr. Benoit VAN KEIRSBILCK* (Bélgica)
Sra. Ratou Jean ZARA* (Chad)
El plazo expira el 28 de febrero de 2025*
El plazo expira el 28 de febrero de 2027**
Las últimas elecciones celebradas fueron el 6 de junio de 2022, en las que se eligieron nueve de las dieciocho personas.

## Seguimiento del cumplimiento de la Convención
Los Estados Partes se comprometen a presentar al Comité informes sobre las medidas que adopten para dar efecto a los derechos reconocidos en la Convención y sobre el progreso que hayan realizado las medidas tomadas.
Los informes recogen también las circunstancias y dificultadas, si las hay, que afectan al grado de cumplimiento de las obligaciones derivadas de la Convención.
El primer informe ha de entregarse en el plazo de dos años a partir de la fecha en la que entre en vigor la Convención para cada Estado Parte. En lo sucesivo, cada cinco años. Además, los Estados tienen obligación de difundir entre el público de sus respectivos países los informes elaborados.

## Los informes complementarios
El Informe complementario, sombra, paralelo o alternativo es un documento de seguimiento elaborado por actores de la sociedad civil que aborda y analiza desde un punto de vista crítico los informes y resoluciones oficiales gubernamentales.
El Comité de los Derechos del Niños también recibe informes sombra a la Convención, aceptados gracias al artículo 45, que indica que el mismo Comité puede invitar a "otros organismos competentes que consideren apropiados a que proporcionen asesoramiento especializado sobre la aplicación de la Convención en los sectores que son de incumbencia de sus respectivos mandatos".

## Observaciones finales
Tras recibir los informes de los Estados, el Comité puede formular sugerencias y recomendaciones generales basadas en esa información recibida.

## Tercer protocolo anexo a la CIDN
La aprobación, el 19 de diciembre del 2011, de un tercer Protocolo anexo a la CIDN marca un paso importante hacia una mejor exigibilidad de los derechos del niño. Este instrumento, ahora en proceso de ratificación, es relativo al procedimiento de comunicaciones o denuncias individuales ante el Comité de los Derechos del Niño. Además de ampliar las facultades del Comité, el Protocolo fortalece el reconocimiento de los niños, niñas y adolescentes como sujetos de derechos, por cuanto les permite elevar denuncias sobre vulneración de sus derechos en forma directa, por sí mismos o por medio de terceros. Se crea de esta manera, el mecanismo de justiciabilidad de los derechos civiles, políticos, económicos, sociales y culturales del tratado base, rompiendo con la etiqueta de ser un instrumento que no contaba con un procedimiento de comunicaciones o denuncias individuales que garantizara la justiciabilidad de los derechos en instancias internacionales. Por otra parte este Protocolo promueve los principios de interés superior del niño, participación infantil y no discriminación.